# Wazemmes (metrostation)
Het metrostation Wazemmes is een station van metrolijn 1 van de metro van Rijsel. De naam komt van de wijk Wazemmes waarin het metrostation gelegen is. Dit station werd ongeveer een jaar later geopend dan de metrostations van Quatre Cantons tot en met République - Beaux-Arts. Het interieur werd ontworpen door de architect Gilles Neveux.

## Omgeving
- Maison folie de Wazemmes
- Markt van Wazemmes, de bekendste markt van Rijsel die op dinsdag-, donderdag- en zondagmorgen gehouden wordt.